# Katherine Jenkins
Katherine Maria Jenkins, född 29 juni 1980 i Neath i Wales, är en brittisk sångerska (mezzosopran), som har sålt över 4 miljoner album.

## Diskografi

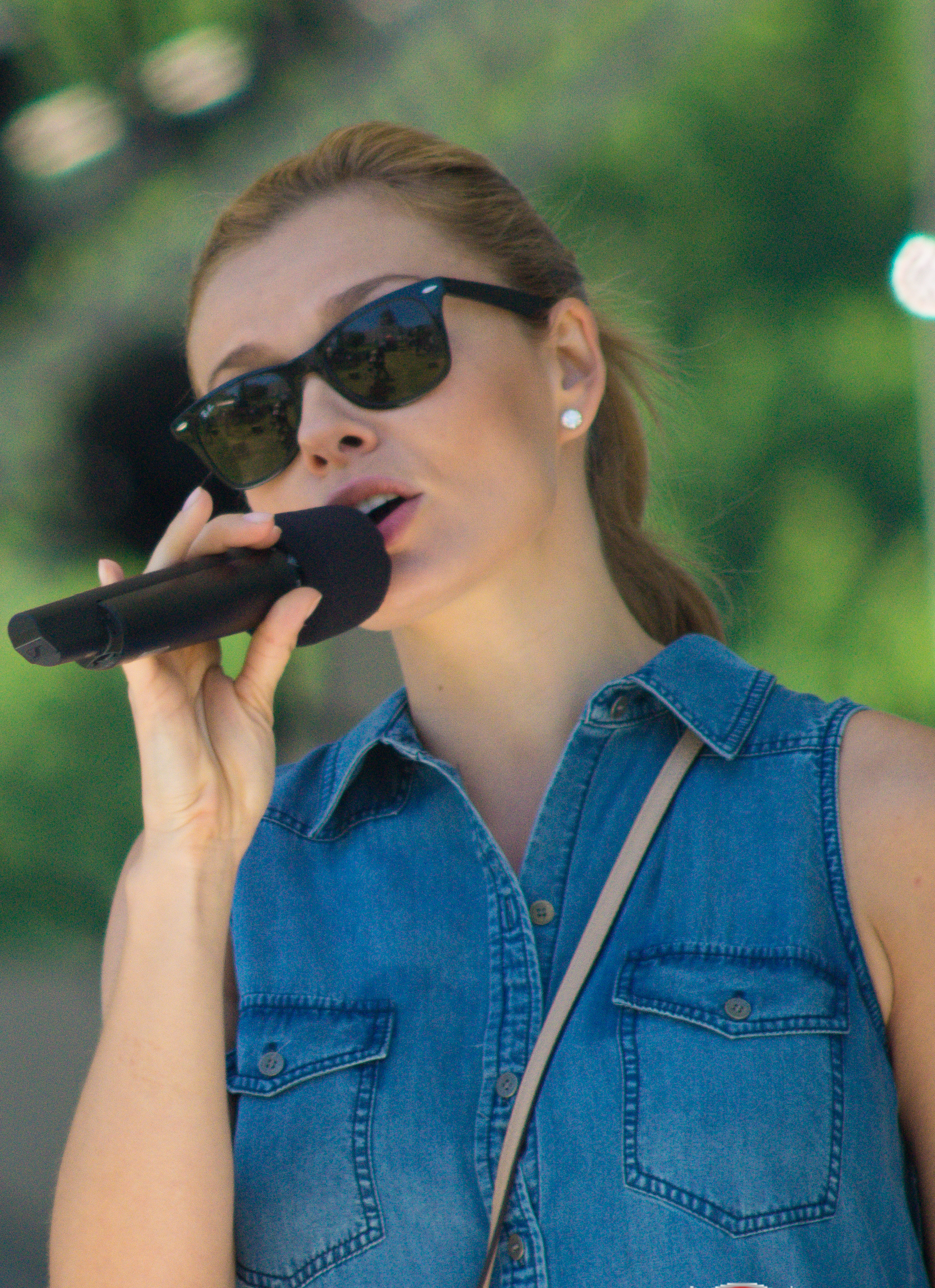
Katherine Jenkins (2015)

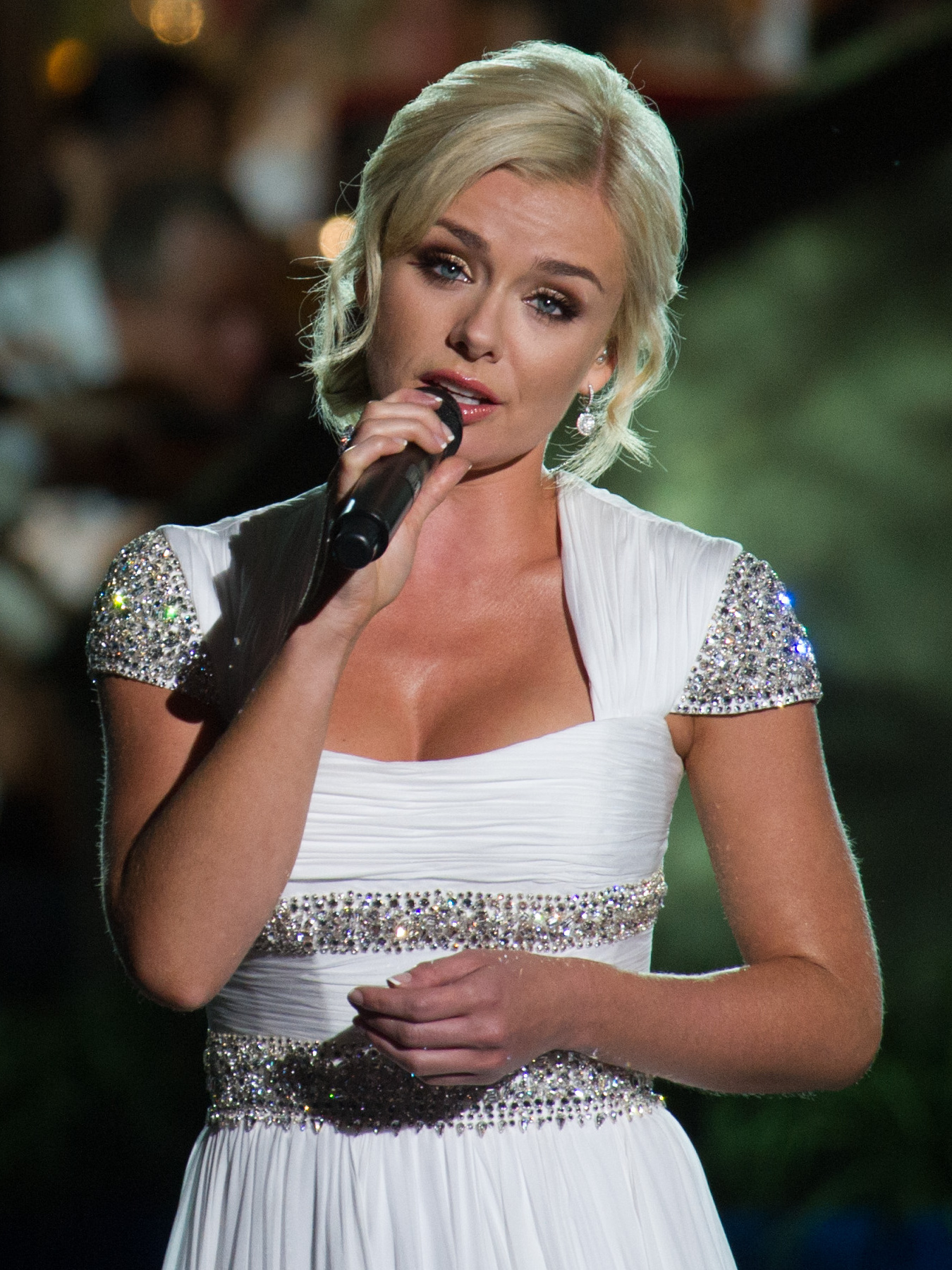
Katherine Jenkins (2013)

### Studioalbum
- 2004: Premiere
- 2004: Second Nature (återutgivet i USA 2005 med titeln La Diva)
- 2005: Living a Dream
- 2006: Serenade
- 2007: Rejoice
- 2008: Sacred Arias
- 2010: Believe
- 2011: Daydream
- 2012: This is Christmas
- 2014: Home Sweet Home
- 2016: Celebration
- 2018: Guiding Light
- 2020: Cinema Paradiso

### EP
- 2010: iTunes Live from London

### Samlingsalbum
- 2007: From the Heart
- 2009: The Ultimate Collection
- 2011: Sweetest Love
- 2011: One Fine Day
- 2012: My Christmas
- 2013: L'amour
- 2015: The Platinum Collection

### Singlar
- 2005: "Time to Say Goodbye" (original: "Con te partirò")
- 2006: "Do Not Stand at My Grave and Weep"
- 2006: "Green Green Grass of Home"
- 2007: "I (Who Have Nothing)"
- 2008: "Hallelujah"
- 2009: "I Believe" (duett med Andrea Bocelli)
- 2009: "Bring Me to Life" (Evanescence-cover)
- 2009: "Angel"
- 2010: "Love Never Dies"
- 2010: "Fear of Falling"
- 2010: "Tell Me I'm Not Dreaming"